# Erwin Diewert
Walter Erwin Diewert (* 1941 in Vancouver, British Columbia) ist ein kanadischer Mathematiker, Wirtschaftswissenschaftler und Hochschullehrer.

## Wissenschaftlicher Werdegang, Forschung und Lehre
Diewert studierte Mathematik an der University of British Columbia, dort graduierte er 1963 als Bachelor of Arts und 1964 als Master of Arts. Anschließend wechselte er zum Ph.D.-Studium an die University of California, Berkeley, an der er 1969 sein Studium abschloss. Nachdem er bereits während seines Studiums zeitweise im 1966 eingeführten und von Jean Marchand geführten Ministerium für Arbeitskräfte und Einwanderung gearbeitet hatte, übernahm er nach Studienende die Rolle eines Assistant Professors an der University of Chicago. 1970 kehrte er als Associate Professor an die University of British Columbia zurück, wo er 1975 zum ordentlichen Professor für Wirtschaftswissenschaft aufstieg. Später visitierte er an der Stanford University.
Diewert ist Mitglied verschiedener wissenschaftlicher Organisationen wie der American Economic Association, der American Statistical Association, der Canadian Economic Association und der Royal Economic Society. Zudem ist er Fellow der Econometric Society, der Royal Society of Canada sowie der World Academy of Productivity Science, seit 1984 ist er Research Associate des NBER. Diewert wurde für seine Arbeiten mehrfach ausgezeichnet, unter anderem erhielt er 2004 den Killiam-Preis sowie 2005 den Doug-Purvis-Preis.
Diewert hat sich in verschiedenen Forschungsgebieten rund um die ökonomische Anwendung mathematischer Methoden hervorgetan. Zu seinen Interessengebieten gehören unter anderem Anwendungsbereiche der Dualitätstheorie, die Auseinandersetzung mit dem Allgemeinen Gleichgewichtsmodell, Indizes, Messung von Wohlfahrt, Funktionale in der Haushaltstheorie, nonparametrische Statistik mit Schwerpunkt auf Glättungsfunktionen und das Wirtschaften unter Unsicherheit. Dabei hat er Grundlagenbücher zur wirtschaftsmathematischen Modellierung verfasst.